# Echioceras
Echioceras ist eine Gattung kleiner, evoluter, berippter Ammoniten. Sie tritt als Leitfossil im oberen Sinemurium (Lotharingium) recht weit verbreitet auf.

## Beschreibung
Die engen und flach gedrückten Phragmokone der Gattung Echioceras sind durchschnittlich nicht viel größer als 4 bis 6 Zentimeter. Mit einem Verhältnis N = Umbilikusbreite U/Gesamtbreite D von 0,6 sind sie als evolute Formen einzustufen. Die inneren Windungen werden von schlanken Rippen bewehrt, die aber progressiv zu den äußeren Windungen hin eine mehr und mehr markante und geradlinige Erscheinung an den Tag legen. Die Rippendichte nimmt im Verlauf der ontogenetischen Entwicklung rasch ab. Der Windungsquerschnitt ist nahezu kreisförmig. Der Venter trägt mittig einen nur undeutlich  ausgeprägten Kiel ohne Sulci. Die Rippen stehen senkrecht zum Kiel – ein Hauptmerkmal von Echioceras.

## Lebensweise
Die Individuen der Gattung Echioceras waren schnellschwimmende, marine Karnivoren, die abseits der Küste das flache kalkabscheidende Subtidal bevölkerten.

## Systematik
Die Gattung Echioceras gehört zur Familie der Echioceratidae (Unterfamilie Echioceratinae) innerhalb der Überfamilie der Psiloceratoidea. Von ihr sind folgende Taxa bekannt:
- Echioceras aeneum
- Echioceras aklavikense
- Echioceras crassicostatum
- Echioceras delicatum Buckman, 1914
- Echioceras edmundi
- Echioceras intermedium Trueman & Williams, 1925
- Echioceras laevidomus
- Echioceras quenstedti Schafhäutl, 1847
- Echioceras radiatum
- Echioceras raricostatoides
- Echioceras raricostatum Zieten, 1831
- Echioceras rhodanicum
- Echioceras sp.
- Echioceras viticolae

Als Schwestertaxa fungieren Gagaticeras, Leptechioceras, Orthechioceras, Palaeoechioceras, Paltechioceras und Plesechioceras.

## Ammonitenzone
Die Gattung Echioceras ist Leitfossil in der Raricostatum-Zone (Ammonitenzone benannt nach Echioceras raricostatum), der letzten Ammonitenzone des Sinemuriums. Sie tritt hier in der basalen Densinodulum-Subzone als auch in der darüberliegenden Raricostatum-Subzone auf.
In der Densinodulum-Subzone erscheint die Gattung Echioceras erst in der Radiatum-Biozone im Hangenden. Die Radiatum-Biozone gliedert sich in zwei Horizonte (Horizonte XXVIII bis XXIX des Lotharingiums), den Horizont von Echioceras radiatum an der Basis und den Horizont von Echioceras sp. 3 im Top.
In der Raricostatum-Subzone tritt die Gattung Echioceras in den untersten drei von insgesamt vier Biozonen auf (Horizonte XXX bis XXXII des Lotharingiums), und zwar in der basalen Rhodanicum-Biozone mit dem Horizont von Echioceras rhodanicum gefolgt von der Raricostatum-Biozone mit dem Horizont von Echioceras raricostatum und schließlich in der Crossicostatum-Biozone mit dem Horizont von Echioceras crossicostatum.
Im tethyalen Bereich der Alpen tritt an die Stelle des Horizonts von Echioceras rhodanicum der Horizont von Echioceras quenstedti. Der darüber folgende Horizont von Echioceras raricostatum wird durch den  Horizont von Echioceras raricostatoides ersetzt. Der Horizont von Echioceras crossicostatum fehlt.

## Vorkommen
Als Vorkommen der Gattung Echioceras in Deutschland sind Aldingen in Baden-Württemberg, Rottorf am Klei in Niedersachsen, Bonenburg bei Warburg und die Umgebung von Herford
in Nordrhein-Westfalen anzuführen. An den Seebergen bei Gotha in Thüringen tritt sie ebenfalls auf. Fundstätte in Österreich befinden sich an der Eingemauerten und am Formaletsch nördlich von Dalaas sowie bei Schröcken in Vorarlberg.
In England erscheint Echioceras bei Radstock in Somerset und bei Charmouth in Dorset. Fundstellen in Nordirland sind Collin Glen und Portrush. Als Fundorte in Frankreich sind anzuführen Couches und Pierreclos im Département Saône-et-Loire.
Vorkommen der Gattung  Echioceras außerhalb Europas finden sich in der Murray Ridge Formation in den Nordwest-Territorien und in der Almstrom Creek Formation im nördlichen Yukon in Kanada.